# Яссы (Псковская область)
Я́ссы — деревня в России, в Пустошкинском районе Псковской области. Входит в состав Алольской волости.

## География
Деревня расположена в 13 км к северо-западу от города Пустошка, на юго-восточном берегу Ясского озера (Яссы).

## Население
| 2002 | 2010 |
| ---- | ---- |
| 85   | ↘67  |

Численность населения деревни по оценке на начало 2001 года составляла 82 жителя.